# Ямское (Новгородская область)
Ямское — деревня в Хвойнинском муниципальном округе Новгородской области России. До 2020 года входила в состав Дворищинского сельского поселения.

## География
Деревня находится в северо-восточной части Новгородской области, в подзоне южной тайги, при автодороге 49К-1829, на расстоянии примерно 20 километров (по прямой) к юго-востоку от рабочего посёлка Хвойная, административного центра района. Абсолютная высота — 176 метров над уровнем моря.

### Климат
Климат района характеризуется как умеренно континентальный, влажный, с относительно прохладным летом и сравнительно мягкой зимой. Средняя многолетняя температура самого холодного месяца (января) составляет −8 °С (абсолютный минимум — −54 °C); самого тёплого месяца (июля) — 16,8 °C (абсолютный максимум — 35 °C). Безморозный период длится около 125 дней. Продолжительность периода активной вегетации растений (со среднесуточной температурой воздуха выше 10 °C) составляет более четырёх месяцев. Среднегодовое количество атмосферных осадков — 683 мм, из которых большая часть (около 455 мм) выпадает в тёплый период. В течение года преобладают ветры западных и юго-западных направлений.

### Часовой пояс
Деревня Ямское, как и вся Новгородская область, находится в часовой зоне МСК (московское время). Смещение применяемого времени относительно UTC составляет +3:00.

## Население
| 2009 | 2010 |
| ---- | ---- |
| 2    | ↘0   |

Согласно результатам переписи 2002 года, в национальной структуре населения русские составляли 100 % из 7 чел.